# شارون والش
 شارون والش (انگلیسی: Sharon Walsh؛ زاده ۲۴ فوریهٔ ۱۹۵۲) یک تنیس‌باز اهل ایالات متحده آمریکا است.